# Pissmörgrund
Pissmörgrund är en ö i Finland. Den ligger i Norra kvarken och i kommunen Vasa i den ekonomiska regionen  Vasa i landskapet Österbotten, i den västra delen av landet. Ön ligger nära Vasa och omkring 380 kilometer nordväst om Helsingfors.
Öns area är 2,9 hektar och dess största längd är 360 meter i sydöst-nordvästlig riktning.